# Дидим (граматичар)
Дидим звани bibliolathas (у преводу, „који заборавља књиге које је написао") био је александријски граматичар и критичар, из времена Августа. Био је писац римске граматике, живео је у Риму и по речима Сенеке (Ad Luc. 88, 37), написао је четири хиљаде књига.